# 斯韦特兰娜·霍尔金娜
斯韦特兰娜·瓦西里耶芙娜·霍尔金娜（俄语：Светлана Васильевна Хоркина，1979年1月19日—），出生于俄罗斯的别尔哥罗德，是俄罗斯自苏联解体后最著名女子体操选手。她获得了很多体操世界锦标赛和奥运会的奖牌。她是一名意志坚决的运动员，个性突出，能自由表达她的思想。因登上了俄罗斯版花花公子的杂志引起轰动。在2000年悉尼奥运会，她参加全能比赛，在第一次跳马失败后，经过检查，发现器械的高度设置错误，她拒绝组委会的要求，不再重跳。
她身高1.65米，在体操运动员里面是非常高的。由于她身高的原因，她一开始不被看好，但是在她的教练伯里斯·皮尔金的悉心调教下，创造了适合她身高的技术动作，并加强了力量练习。目前在竞技体操的技术动作有6个动作以她的名字命名，超过了任何一位其他体操运动员。她最强的单项是高低杠，使她修长的腿和优美的曲线得以完美表现，表演令人难以置信的动作组合。
現任俄羅斯國家杜馬青年委員會主席。
2023年4月15日，乌克兰宣布将包含她在内的351名个人和254个实体组织列入支持俄罗斯入侵乌克兰的制裁名单。

## 运动生涯

### 早期生涯
1994年世界体操锦标赛在布利斯班举行，霍尔金娜生平第一次获得国际比赛的奖牌，一块跳马银牌（她的动作是尤尔钦科踺子上板，前手翻转体180向后空翻）和一块高低杠银牌（她的编排里面包括一个马尔凯洛夫腾越（Markelov release），如今这个腾越以她的名字命名）。1995年的欧洲杯上，霍尔金娜获得了第一块全能金牌，同时也获得跳马，高低杠和自由体操的金牌。她被视为是次年举行的世界体操锦标赛全能项目的冠军有力争夺者。在自由体操单项上，她省去了一个三周转体的动作导致得分较低，但是在平衡木和跳马上的完美表现，以及在高低杠上的创新动作编排使她最后获得亚军，该届比赛的全能冠军是乌克兰的莉利娅·波德科帕耶娃（Lilia Podkopayeva）。

### 1996年奥运会
霍尔金娜是1996年亚特兰大奥运会女子体操全能冠军的最有力争夺者。然而，对于她和俄罗斯队来说，结果是令人失望的。在预赛取得第一后，俄罗斯最终获得了团体第二名。在全能比赛中，霍尔金娜在自由体操，高低杠和跳马发挥出色，然而在高低杠的比赛中，从低杠躍向高杠的时候掉下器械，最终获得第15名。她在接下来的单项比赛中获得了高低杠的金牌，银牌有两位选手获得，分别是中国的毕文静和美国华裔体操选手周婉仪（Amy Chow）。

### 1997年－2000年
霍尔金娜渐渐吸引大家的视线，她有着一头金黄色的秀发和一双蓝色的眼睛，身材修长又能做各种高难动作。
和她的同胞阿列克谢·涅莫夫一样，霍尔金娜在接下来的四年是不同寻常的。她可能是发挥最稳定的运动员，给了同时期的体操选手很大压力。从1997年世界锦标赛开始修改了动作难度的规则，目的是给霍尔金娜增加困难，最终她还是获得全能金牌。
在获得世界冠军后的两年内，霍尔金娜有时发挥不稳定。然而她的动作难度系数依然很高，并且在所有的项目都有创新的动作，尤其是在高低杠和平衡木。在高低杠上，她继续着她的统治地位，被誉为“高低杠女王”。
霍尔金娜在1998年获得了欧洲锦标赛的全能冠军，但是在同年的友好运动会失利。
霍尔金娜参加了1999年的世界锦标赛，但是也没有取得全能的奖牌。俄罗斯队作为一个整体，要获得冠军就不能有任何失误。当霍尔金娜在团体决赛中从平衡木上掉下来的时候，俄罗斯队也失去了团体金牌。她在高低杠中取得了金牌，也是她连续第四次在这一比赛中获得金牌。

### 2000年奥运会
霍尔金娜出现在2000年的澳大利亚悉尼奥运会的赛场，作为争夺全能金牌的热门人物。在预赛后，她的成绩遥遥领先。她在跳马上作了一个在比赛中从来没有人做过的动作，甚至在练习的时候也没有人做过。她在自由体操和高低杠上也发挥出色，进入了这两个项目的单项决赛。她的平衡木成绩也可以进入单项决赛，但是因为她是俄罗斯队中这个项目成绩第三的运动员，而单项决赛中同一个国家只可以有两名选手参加，因为最终没有进入决赛。
在全能比赛决赛开始的时候，跳马的器械由于失误设置得比标准低了5厘米（2英寸）－对一个成功很依赖空间感觉的项目来说，这是一个很严重的问题。很多选手都出现了一些较大的失误，其中包括英国体操运动员安妮卡·里德（Annika Reeder），因为受伤不能继续比赛。在准备活动后，霍尔金娜向一个澳大利亚裁判投诉了器械的问题，但是没有得到重视。直到下一轮的澳大利亚选手阿兰娜-斯雷特尔（Allana Slater）向大会提出同样的意见的时候，错误才被纠正。霍尔金娜在第一轮结束的时候成绩领先，但是第二轮由于跳马高度的错误使她的第一个动作失败，之后，她又在强项高低杠失败了。随后她得到大会的通知，跳马高度有问题，但是为时已晚。所有之前跳的选手被允许重新跳一次，但是在其它项目上的成绩被保留。霍尔金娜拒绝了重跳，最后排名第十。
最初的全能冠军是罗马尼亚的拉杜坎（Andreea Răducan），之后在药检的时候查出因感冒服用医生误开的含禁药成分的感冒药，痛失全能金牌。之后，大会宣布由原来的亚军，她的队友西蒙娜·阿玛娜尔（Simona Amânar）获得金牌。在奥运会之后的多个采访中，霍尔金娜提到那次事件是灵魂中的污点（black spot in my soul）。
霍尔金娜在本届奥运会的高低杠单项比赛中卫冕成功，夺得冠军。她也在自由体操的比赛中夺得银牌，冠军是她的队友扎莫洛奇科娃·叶连娜（ZAMOLODCHIKOVA Elena）。

### 2001年－2004年
霍尔金娜继续训练，她的目标瞄准了下一届奥运会，也是她的第三届奥运会。她参加了2001年的世界锦标赛，获得了全能冠军，还将跳马和高低杠两个单项冠军收在囊中。这样，从1995年到2001年，她在高低杠这个单项连续获得五个世界锦标赛冠军和两个奥运会冠军。在体操历史上，无论是男选手还是女选手，在一个单项上从来没有别人有如此辉煌的战绩。
在 2002年欧洲杯上，尽管霍尔金娜在跳马这个项目失败，她还是击败了荷兰的Verona van de Leur，获得了全能冠军。到了2003年，别的体操运动员到这个年纪都退役了，但是她发誓要参加她的第三次奥运会。在2003年美国安那罕举行的世界锦标赛上，她第三次夺得全能冠军，也创下了女子选手的纪录。

### 2004年奥运会
2004年，霍尔金娜如愿参加了雅典奥运会，在全能比赛中，她获得银牌，输给了美国选手卡莉·帕特森（Carly Patterson）。在团体比赛中，她的高低杠的成绩是全场最高的，但是在高低杠的单项决赛中，她没有延续这个状态，最终得到第八名。
霍尔金娜在2004年奥运会后退役，她是体操史上最成功的选手之一。

## 主要成就

### 历年比赛成绩
| 赛事名称 |              |              |              |              |              |            |            |            |            |            |            |            |            |            |            |            |            |        |        |        |        |          |        |
|          | 俄罗斯锦标赛 | 俄罗斯锦标赛 | 俄罗斯锦标赛 | 俄罗斯锦标赛 | 俄罗斯锦标赛 | 欧洲锦标赛 | 欧洲锦标赛 | 欧洲锦标赛 | 欧洲锦标赛 | 欧洲锦标赛 | 欧洲锦标赛 | 世界锦标赛 | 世界锦标赛 | 世界锦标赛 | 世界锦标赛 | 世界锦标赛 | 世界锦标赛 | 奥运会 | 奥运会 | 奥运会 | 奥运会 | 奥运会   | 奥运会 |
| 年份     | 全能         | 高低杠       | 平衡木       | 跳马         | 自由体操     | 全能       | 高低杠     | 平衡木     | 跳马       | 自由体操   | 团体       | 全能       | 高低杠     | 平衡木     | 跳马       | 自由体操   | 团体       | 全能   | 高低杠 | 平衡木 | 跳马   | 自由体操 | 团体   |
| 1993     | 1            | 1            | 1            | 2            | 3            | -          | -          | -          | -          | -          | -          | -          | -          | -          | -          | -          | -          | -      | -      | -      | -      | -        | -      |
| 1994     | -            | -            | -            | -            | -            | 2          | 1          | 5          | 5          | 8          | 2          | 9          | 2          | -          | 2          | 8          | 3          | -      | -      | -      | -      | -        | -      |
| 1995     | 1            | -            | -            | -            | -            | -          | -          | -          | -          | -          | -          | 2          | 1          | -          | 5          | -          | 4          | -      | -      | -      | -      | -        | -      |
| 1996     | -            | -            | -            | -            | -            | 6          | 1          | -          | 4          | -          | 2          | -          | 1          | -          | -          | -          | -          | 15     | 1      | -      | -      | -        | 2      |
| 1997     | -            | -            | -            | -            | -            | -          | -          | -          | -          | -          | -          | 1          | 1          | 2          | 8          | 2          | 2          | -      | -      | -      | -      | -        | -      |
| 1998     | -            | -            | -            | -            | -            | 1          | 1          | -          | -          | 1          | 2          | -          | -          | -          | -          | -          | -          | -      | -      | -      | -      | -        | -      |
| 1999     | -            | -            | -            | -            | -            | -          | -          | -          | -          | -          | -          | 12         | 1          | -          | -          | 3          | 2          | -      | -      | -      | -      | -        | -      |
| 2000     | -            | -            | -            | -            | -            | 1          | 1          | 1          | -          | -          | 1          | -          | -          | -          | -          | -          | -          | 10     | 1      | -      | -      | 2        | 2      |
| 2001     | -            | -            | -            | -            | -            | -          | -          | -          | -          | -          | -          | 1          | 1          | -          | 1          | 3          | 2          | -      | -      | -      | -      | -        | -      |
| 2002     | -            | -            | -            | -            | -            | 1          | 1          | 2          | -          | 5          | 1          | -          | 7          | 4          | -          | -          | -          | -      | -      | -      | -      | -        | -      |
| 2003     | -            | -            | -            | -            | -            | -          | -          | -          | -          | -          | -          | 1          | -          | -          | -          | -          | 6          | -      | -      | -      | -      | -        | -      |
| 2004     | -            | -            | -            | -            | -            | 4          | 1          | 3          | -          | 7          | 3          | -          | -          | -          | -          | -          | -          | 2      | 8      | -      | -      | -        | 3      |

### 辉煌战绩
- 霍尔金娜一共获得7块奥运奖牌，包括2块高低杠金牌（1996年和2000年），4块银牌和1块铜牌。
- 霍尔金娜在参加的歐洲锦标赛里面，获得了6次高低槓的冠军（1994年， 1996年， 1998年， 2000年， 2002年 ，2004年）和3次全能冠军（1998年， 2000年， 2002年）。从1994年到 2004年，她一共获得20块奖牌: 13块金牌，5块银牌和2块铜牌。金牌数和奖牌数都是體操历史上最多的。
- 霍尔金娜總共获得9個世界體操锦标赛的冠軍：全能冠军：3次（1997年， 2001年， 2003年）、高低杠冠军：5次（1995年， 1996年， 1997年， 1999年， 2001年）、跳马冠军：1次（2001年）。

### 首创动作
霍尔金娜一共有8个首创动作，每个单项至少有一个。大部分运动员在其运动生涯中，有一个以自己的姓名來命名的動作就很厲害了。这些动作包括：平衡木項目的「後直接720度下」、「後直接900度下」，高低杠項目的「霍尔金娜换杠」、「马凯洛夫腾越」，自由體操項目的「霍尔金娜腹撑」等等。

## 体操场外
霍尔金娜在体操场外同样引人注目。她因在1997年10月为俄罗斯版花花公子杂志拍摄半裸照而名噪一时。她渴望成为一个演员，她出现在美国的脱口秀节目The Rosie O'Donnell Show中并参加了一些舞台剧的演出。
2003年，她加入了俄罗斯统一党。從2004年12月起，她成为俄罗斯体操協會的副主席。
2005年7月21日，她的儿子Svyatoslav出生在洛杉矶的一家医院。